# Bajmak
Bajmak (ros. Баймак, baszk. Баймаҡ) – miasto w Republice Baszkirii, w Rosji, ośrodek administracyjny rejonu bajmakskiego.